# Tours Duo
Tours Duo son dos rascacielos situados en el barrio de la Gare, en el XIII Distrito de París, a orillas del río Sena. Diseñados por el arquitecto francés Jean Nouvel y construidos por Bateg, filial de Vinci Construction, el complejo consta en dos torres de 180 y 122 metros de altura, de 39 y 27 pisos respectivamente.
Su construcción comenzó en 2017 y se completó en 2021, desde entonces la mayoría del espacio está ocupado por las oficinas centrales del grupo bancario francés Groupe BPCE.